# O Monolith (album de Squid)
Albums de Squid
Bright Green Field
(7 mai 2021)
Singles
1. "Swing (In a Dream)"
Sortie : 8 février 2023[3]
2. "Undergrowth"
Sortie : 18 avril 2023[4]
3. "The Blades"
Sortie : 25 mai 2023[5]

O Monolith est le deuxième album studio du groupe britannique Squid, sorti le 9 juin 2023 sur Warp Records. Produit par Dan Carey, l'album est lancé par trois singles : « Swing (In a Dream) », « Undergrowth » et « The Blades ».
L'album est écrit et enregistré dans la campagne du Wiltshire. Le groupe le décrit comme une « évocation musicale de l'environnement, de la vie de famille et du folklore de l'artisanat ». Certains des huit morceaux de l'album ont été présentés en avant-première et travaillés en public lors de la tournée de promotion de leur premier album, Bright Green Field.

## Contexte
Dans les deux semaines qui ont suivi la sortie du premier album studio de Squid, Bright Green Field, le groupe a commencé à écrire de nouvelles choses pour la suite, en profitant de sa tournée de promotion pour improviser et construire des idées pour les futurs morceaux de O Monolith. La plus grande partie de l'album a cependant été écrite dans la campagne du Wiltshire, dans la salle d'écriture des studios Real World de Peter Gabriel, le complexe de studios d'enregistrement dans lequel le groupe a finalement enregistré l'album.
Le chanteur et batteur Ollie Judge déclare qu'il essayait de faire un disque « spirituel » malgré son « cynisme inhérent ». Avant que le choix ne soit porté sur O Monolith, le disque était provisoirement nommé Moonrakers (les râtisseurs lunaires). En ce qui concerne le titre définitif de l'album, le groupe explique : « Nous le laissons ouvert à interprétation. Nous ne savons pas encore pourquoi il s'appelle ainsi. Nous voulions que les choses qui entourent cet album n'aient pas trop de sens. Nous étions assez attirés par la façon dont le mot monolithe fait cela ; il peut avoir des connotations anciennes et modernes assez facilement. »
Musicalement, le groupe dit avoir été influencé par These New Puritans, Talk Talk et Gazelle Twin et l'album de NYX de 2021, Deep England.

## Enregistrement
O Monolith est enregistré aux Real World Studios de Peter Gabriel, avec Dan Carey. Carey avait déjà produit le premier album du groupe, Bright Green Field. Le groupe apprécie la grande taille, ainsi que l'emplacement des Real World Studios, qui sont basés dans la campagne du Wiltshire : « Le simple fait de se trouver dans un espace où l'on peut voir la campagne depuis les grandes fenêtres, c'était énorme. Naturellement, lorsque l'on joue des instruments acoustiques avec le chœur et les éléments orchestraux, le fait d'être dans cet espace permet d'avoir l'impression que la musique, en un sens, vous chante en retour, et vous avez également de l'espace pour écrire des choses individuellement : avoir une autre pièce pour travailler sur différentes parties, c'était génial aussi. »
Sur la différence entre le travail au Real World et celui dans le  home-studio de Dan Carey, le groupe explique : « C'est, euh, très différent ! Real World est une base de méchants sortis de James Bond, depuis laquelle Peter Gabriel prévoit de conquérir le monde. Le studio de Dan est se trouve dans une pièce d'un ancien bureau de poste du sud de Londres.»

## Écriture et composition
Le morceau d'ouverture et premier single de l'album, "Swing (In a Dream)", est "inspiré d'une vision nocturne" du tableau Les hasards heureux de l'escarpolette (en anglais "The Swing"), de Jean-Honoré Fragonard. « Devil's Den » doit son nom à The Devil's Den, une chambre funéraire du Wiltshire qui serait visitée par des démons la nuit. Le morceau s'inspire également des anciens procès de sorcières : « Il y a une pièce féministe appelée Vinegar Tom écrite par Caryl Churchill dans les années 70, que j'ai trouvée intéressante. Et puis j'ai décidé de remplir la chanson avec autant d'images surnaturelles que possible.» raconte Judge.
Les paroles de "Undergrowth" s'inspirent des expériences insulaires du chanteur et batteur Ollie Judge pendant les confinements liés au COVID-19 : "J'ai développé une obsession pour l'animisme. Je passais des semaines sans voir personne passer devant ma fenêtre. Je regardais juste des choses qui n'avaient pas bougé depuis des semaines, comme les poubelles, et je me demandais s'il y avait des esprits qui y vivaient. Puis j'ai commencé à avoir ces pensées tout le temps : "Et si je meurs, en quoi reviendrai-je ? Peut-être que je reviendrai sous la forme d'un meuble... Je devenais un peu fou et il fallait que je sorte, pour parler à d'autres personnes. J'ai trouvé un emploi à l'entrepôt de Rough Trade, je faisais de la vente par correspondance, simplement pour pouvoir interagir avec d'autres personnes quelques fois par semaine. Ouais, "Undergrowth" parle vraiment de la mort."
« The Blades » fait référence à la brutalité policière, qui a inspiré les manifestations « Kill the Bill » à Bristol en 2021. Enfin, c'est le guitariste, chanteur et multi-instrumentiste Anton Pearson a écrit les paroles du dernier morceau de l'album, "If You Had Seen the Bull's Swimming Attempts You Would Have Stayed Away", à propos d'un récit fictif de l'arrivée de rats au Royaume-Uni aux côtés des colons romains : "Nous savons que lorsque les Romains sont arrivés ici, cela a conduit à la disparition de certaines langues à différents endroits, j'ai donc écrit une histoire sur des rats qui effacent les dictionnaires. Mais elle s'inspire également du documentaire Rat Film de Theo Anthony, sur la démarcation entre différentes populations urbaines en Amérique et sur la façon dont la pauvreté est liée aux populations de rongeurs."

## Accueil critique
O Monolith reçoit une note de 82 sur 100 sur l'agrégateur de critiques Metacritic, sur la base des critiques de 14 critiques, ce qui démontre une approbation largement partagée. Ryan Leas, de Pitchfork écrit : « la sonorité fondamentale [de Squid] demeure, avec des éclats de distorsion et des crises de panique à pleine voix qui émergent de rythmes nerveux. […] pour un groupe qui a toujours été aventureux, Squid recherche désormais un autre type de liberté : ils ne se précipitent plus en avant, préférant l'errance ». Leas estime également que le sujet de l'album est « typiquement dense et vaste ». Rob Moura, de PopMatters qualifie le disque de « version plus serrée, plus légère et plus raffinée de ce que son prédécesseur, Bright Green Field, avait apporté [...] avec des parties calmes qui se transforment en parties fortes, pour retomber ensuite dans des gouffres d'atmosphère ». Moura a estime également qu'il est « difficile d'être imprévisible pendant longtemps, et [que], pour un groupe qui bénéficie de l'imprévisibilité, O Monolith ne peut s'empêcher de souffrir du poids des attentes ».
Dans sa critique, pour AllMusic, Timothy Monger décrit O Monolith comme « un deuxième opus plus épuré, bien que toujours dans le style de Squid, qui entretient leur curiosité innée tout en nourrissant leur appétit pour le chaos », et de constater : « le changement le plus flagrant dans leur son consiste en une emphase accrue sur la mélodie et la structure harmonique ». Robin Murray, de Clash, estime que l'album « est moins un deuxième chapitre qu'un livre complètement distinct », celui-ci « autorise une véritable interconnexion des membres, et la démocratie qui règne dans leur processus de création se déverse tumultueusement sur huit morceaux vivifiants ». Murray note également que le producteur Carey « a une fois de plus réussi à obtenir des performances sauvages du groupe », concluant que l'album n'est « pas moins attrayant que ce qui précédait, tout en affirmant sa propre identité en tous points ».
Max Pilley de NME estime que « la curiosité avide de Squid, combinée à un désir de repousser ses propres limites, se concrétise sur O Monolith par la création d'un album qui est fait pour être découvert à travers des écoutes multiples », constatant qu'« il y a maintenant une certaine patience et un sentiment de confiance en soi qui permettent à Squid de développer ses idées à travers le temps et l'espace ». Elvis Thirlwell, de DIY, souligne le « côté folklorique surnaturel de l'album, avec des chants de groupe et des figures de bois qui ajoutent une touche pastorale », concluant qu'il « conserve cette signature post-punk -  à savoir des guitares enchevêtrées dans des signatures rythmiques tordues » et qu'il s'agit d'« un album d'une puissance et d'une conviction immenses ».
Jo Higgs, de The Skinny, décrit O Monolith comme « un assemblage d'espaces décousus : des sables brûlants violemment suturés dans une forêt obsédante, des paysages océaniques tentaculaires enveloppant les gratte-ciels denses des métropoles », et insiste sur le fait que le dernier morceau est « le plus digne d'être considéré comme monolithique à part entière » en raison du fait qu'il « propose trois variations sonores distinctes uniquement dans sa première minute, et ne se repose pas sur ses lauriers par la suite. Il encapsule O Monolith et l'élève ». Dans un article pour musicOMH, Ross Horton déclare que l'album « présente un groupe capable de créer une fusion inédite d'ancien et de nouveau » et « les voit plonger encore plus profondément dans des thèmes plus denses et plus fantaisistes ». Horton insiste sur le fait que « Siphon Song » consiste en une « manipulation habile de la dynamique, [qui] crée un voyage sonore palpitant et imprévisible, consolidant encore davantage les prouesses de l'album ».
John Amen, de The Line of Best Fit, présente l'album comme « triomphant selon ses propres termes » et « d'une grande envergure stylistique » mais « moins radicalement spécifique que Field, un modèle distinct mais encore réplicable d'un groupe au un potentiel démesuré ». Ben Jardine, d'Under the Radar, estime qu'O Monolith est « vaste, et qu'il en profite et en souffre à la fois. Bien qu'il comporte de nombreux passages mémorables, associés à un désir débridé d'explorer et d'innover en studio, il manque la ligne directrice immédiate de son successeur. C'est toujours Squid, dans sa version la plus expérimentale, mais le groupe aboie plus qu'il ne mord ».

## Liste des pistes
| Liste des pistes de O Monolith | Liste des pistes de O Monolith                                          | Liste des pistes de O Monolith | Liste des pistes de O Monolith | Liste des pistes de O Monolith | Liste des pistes de O Monolith | Liste des pistes de O Monolith | Liste des pistes de O Monolith | Liste des pistes de O Monolith | Liste des pistes de O Monolith |
| No                             | Titre                                                                   | Durée                          |                                |                                |                                |                                |                                |                                |                                |
| ------------------------------ | ----------------------------------------------------------------------- | ------------------------------ | ------------------------------ | ------------------------------ | ------------------------------ | ------------------------------ | ------------------------------ | ------------------------------ | ------------------------------ |
| 1.                             | Swing (In a Dream)                                                      | 4:29                           |                                |                                |                                |                                |                                |                                |                                |
| 2.                             | Devil's Den                                                             | 3:05                           |                                |                                |                                |                                |                                |                                |                                |
| 3.                             | Siphon Song                                                             | 5:58                           |                                |                                |                                |                                |                                |                                |                                |
| 4.                             | Undergrowth                                                             | 6:35                           |                                |                                |                                |                                |                                |                                |                                |
| 5.                             | The Blades                                                              | 6:28                           |                                |                                |                                |                                |                                |                                |                                |
| 6.                             | After the Flash                                                         | 5:34                           |                                |                                |                                |                                |                                |                                |                                |
| 7.                             | Green Light                                                             | 4:23                           |                                |                                |                                |                                |                                |                                |                                |
| 8.                             | If You Had Seen the Bull's Swimming Attempts You Would Have Stayed Away | 5:14                           |                                |                                |                                |                                |                                |                                |                                |
| 41:00                          |                                                                         |                                |                                |                                |                                |                                |                                |                                |                                |